# Marcello Macedonio
Marcello Macedonio (Napoli, 17 aprile 1582 – Roma, 6 settembre 1619) è stato un poeta e religioso italiano.

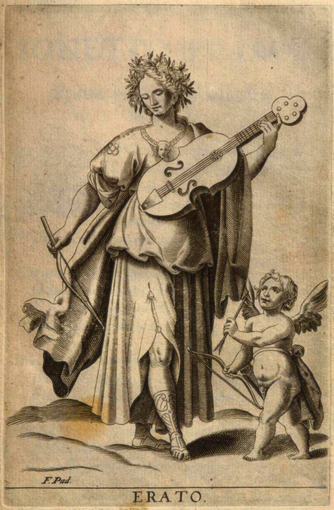
Erato con Eros nell'incisione di Felice Padovano (dalleditio princeps di Le nove Muse, Napoli 1615)

Scrisse versi di ispirazione marinista.

## Biografia
Nacque a Napoli nel 1582 da don Loise (ovvero Luigi), patrizio napoletano, e donna Lucrezia di Falco. La coppia ebbe in tutto sette figli, e Marcello fu il secondogenito. Gli scampoli di narrazione biografica giunti fino a noi vogliono che il giovane Marcello si innamorasse perdutamente di una gentildonna napoletana già sposata e che il timore di vedere la passione sfociare in esiti irreparabili lo indusse a scegliere la via dell'autoesilio. Fu quindi in varie città della penisola, in particolare a Venezia, dove nella primavera del 1605 licenziò la sua prima pubblicazione: i Capitoli della bellezza. Sulla via del rientro a Napoli si fermò a Roma. Qui fu introdotto nel circolo del cardinale Scipione Borghese . Per quest’ultimo prestò servizio come segretario particolare nel 1608 e nel 1609. A Roma si affiliò, con il nome di “Ravveduto”, all’Accademia degli Umoristi, dove ebbe occasione di frequentare, fra gli altri, Battista Guarini. E a Roma, all’inizio del 1610, si risolse infine ad abbracciare la vita religiosa, diventando carmelitano scalzo ed entrando nel convento di Santa Maria della Scala con il nome di Marcello della Madre di Dio. Nel 1616 ebbe occasione di tornare per breve tempo a Napoli, con l’incarico di definitore della provincia napoletana. Rientrato infine a Roma, il 6 settembre 1619 spirò nel seminario di San Paolo, presso l’attuale Santa Maria della Vittoria.

## Opere
Nella primavera del 1605, trovandosi a Venezia, diede alle stampe, con lo pseudonimo di Filenio Pelegrino, i Capitoli della bellezza (Venezia, Giovan Battista Ciotti, 1605).  Si tratta di un poemetto formato da quattro capitoli ternari e diviso in tre parti: “Della bellezza antica” (capitolo primo), “Della bellezza presente veduta” (capitolo secondo e terzo) e “Della bellezza presente sentita per fama” (capitolo quarto). Lo schema è quello della galleria di mariniana memoria. Tra le dame celebrate si staglia la figura di Isabella Sanseverino, nella quale si è voluto identificare l'infelice amore del poeta.
L’opera principale del Macedonio è però la raccolta di elegante impronta marinista Le nove Muse (Napoli, Tarquinio Longo, 1614, con incisioni su rame di Felice Padovano), data alle stampe in raffinata veste tipografica da Pietro, uno dei fratelli del poeta. Il libro si apre con due note in dedica al cardinal Borghese, una di Pietro, che sottolinea come i componimenti delle Nove Muse furono scritti prima che Marcello abbracciasse la vita religiosa, l’altra di Marcello stesso. In quest’ultima il poeta definisce i versi della raccolta “fatiche della mia giovinezza”, riconoscendovi il frutto di una stagione ormai, in tutti i sensi, alle spalle. Il libro è ripartito in nove sezioni, ciascuna dedicata a una singola Musa: la sezione per “Clio” è costituita da un Sonno di Scipione in sesta rima; “Urania” da tre lunghi componimenti di intonazione religiosa; “Polihynnia” da nove canzoni a tema amoroso; “Erato” da trenta sonetti d’amore; “Calliope” da un ciclo di ottave encomiastiche per Barbara Pia di Savoia; “Terpsicore” comprende tre rime in ottave di argomento amoroso e un sestetto di “ballate” su scenari naturalistici ed erotico-pastorali; la sezione “Euterpe” contiene tre Capitoli della bellezza (Introduzione, Della bellezza napoletana, Della bellezza romana), che solo in parte recuperano quelli stampati nel 1605; “Melpomene” ospita Adone, poemetto drammatico in cinque atti; “Talia” è formata da quattro “idilli” dedicati, ancora una volta, alla natura e all’amore.
Nello stesso 1614 fu stampato Ballate ed idilli (Venezia, Giovan Battista Ciotti, 1614), scarno volumetto che ripropone le poesie contenute nelle sezioni “Terpsicore” e “Talia” delle Nove Muse. Oltre che da questa parziale ripresa, l’interesse riscosso da Le nove Muse è attestato dalla tempestiva pubblicazione di una Scelta delle poesie di Marcello Macedonio (Venezia, Giovan Battista Ciotti, 1615).
Il congedo letterario del Macedonio − ormai fra' Marcello della Madre di Dio − è affidato a un dotto prosimetrum composto, parte in italiano e parte in latino, per la beatificazione di Teresa d’Ávila, la fondatrice dell’ordine carmelitano, e pubblicato con il titolo I nove Cori degli angioli (Roma, Guglielmo Facciotti, 1615). Nell'avvertenza introduttiva “al saggio lettore” fra' Marcello scrive fra l’altro:
"Io con molta vergogna confesso e con ogni severità condanno l’error ch’io feci, prima ch’io pigliassi l’abito di questa santa religione, di mettere insieme non pochi vani componimenti, ch’ora con grave mio dolore, non avendo per molte diligenze potuto impedirlo, vanno attorno sotto il titolo delle Nove Muse. Ben vorrei che chiunque seguir volesse l’esempio mio, lo seguisse non già nel peccato, ma nell’emenda. In molte maniere con la divina grazia ho da corregger questo fallo, e per quel che tocca alla presente materia ho pensato di contrapporre alle Nove Muse i Nove Cori degli angioli, e spero che quelle resteranno di gran lunga avanzate da questi, non solamente nella qualità del soggetto, ma nell’ampiezza del disegno ancora”.

## Un testo esemplificativo
Napoli mia, tu l’orïente sei
del sol che bramo, e godi il vivo raggio:
ei per le rive tue fa lieto il maggio,
ma lungo verno trae da gli occhi miei.
Così il freddo Aquilon ne' giorni rei
non faccia al verde de' tuoi colli oltraggio
come fui spinto io misero al viaggio
e l'aspra via con piè restio prendei.
Occhi, conforto a' miei già fiochi e lassi,
o fontane d'Amore, ond'ei deriva
dolcezza tal che d'altra a me cal poco,
l'alma or meco non più, ma con voi stassi:
io cadavero amante in strania riva
porto morte le membra, e vivo il foco.
(Marcello Macedonio, In lontananza)